# 장샤오융
장샤오융(蔣孝勇(장효용, 또는 에디 챙, Eddie Chiang), 1948년 10월 27일 ~ 1996년 12월 22일)은 중화민국(타이완)의 군인 겸 정치인이자 외교관이었다. 자(字)는 아이티(愛悌, 애제).

## 생애

### 일생과 직계 가족 관계

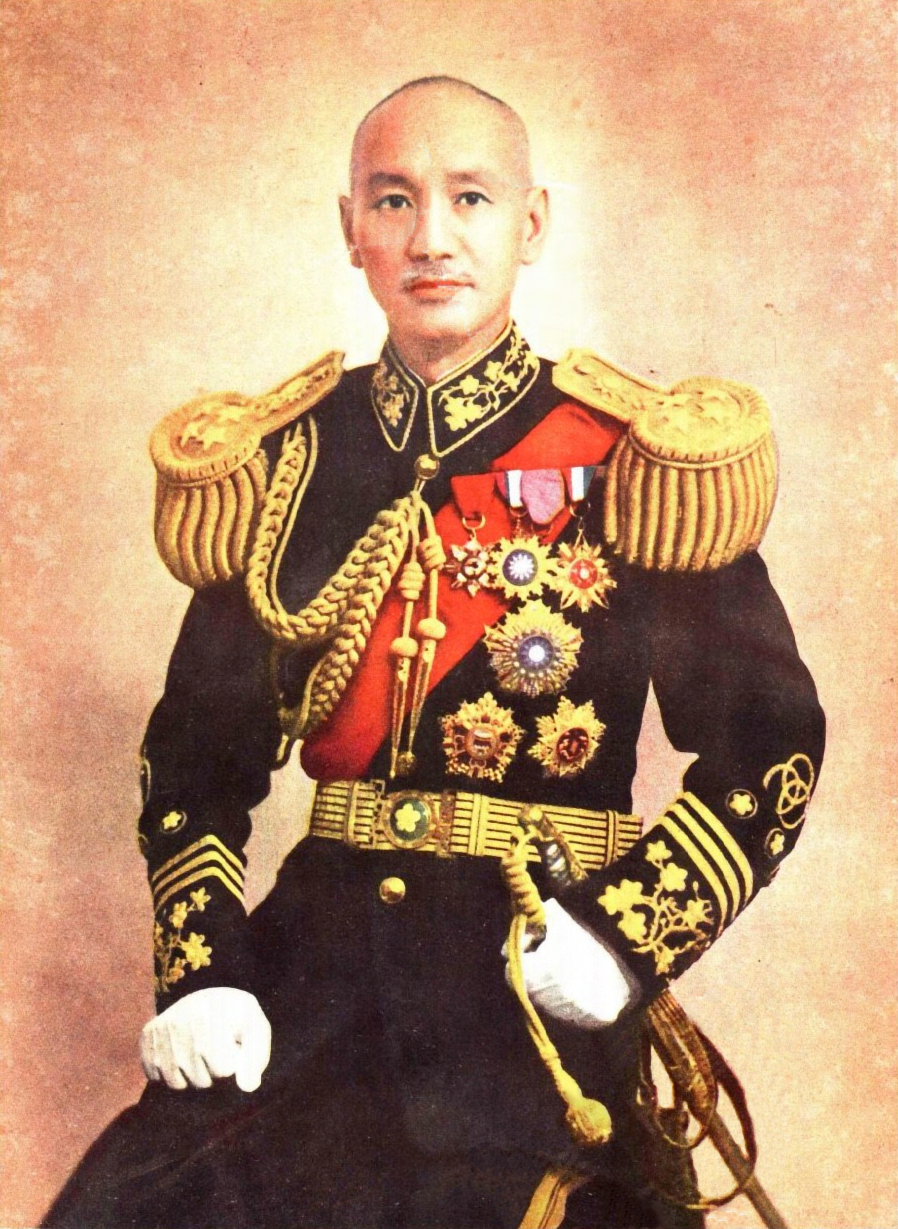
친조부 장제스(蔣介石, 장개석, 1887.10.31.~1975.04.05.) 前 중화민국 총통

중화민국 장쑤 성 상하이에서 출생하여 지난날 한때 중화민국 저장 성 펑화에서 잠시 유아기를 보낸 적이 있으며 1949년 국부천대 사태 시절 직계 일가족과 함께 중화민국 타이완 성 타이베이로 전격 이주를 한 그는 前 중화민국 총통을 지낸 장징궈(蔣經國)의 슬하 5남 1녀(6남매) 중 막내아들이자 역시 前 중화민국 총통을 지낸 장제스(蔣介石)의 적손자(嫡孫子)이기도 한데 생전에 그는 1983년 10월 11일을 기하여 예비역 중화민국 육군 소령 전역(예편) 후 1989년 2월 15일을 기하여 캐나다로 이주하였지만 그 이후 1980년대 후반과 1990년대 초반 시절에 캐나다와 타이완을 자주 왕복하면서 중화민국(타이완)의 철학·학술 분야 인사들을 비롯하여 타이완 정·재계 인사들과도 절친히 지냈었다.

### 주요 경력

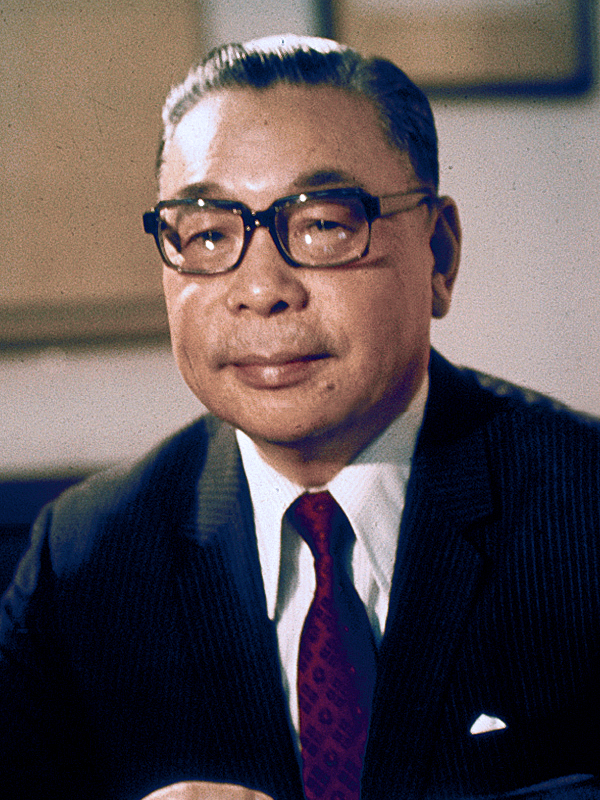
아버지 장징궈(蔣經國, 장경국, 1906.03.18.~1988.01.13.) 前 자유중화민국 타이완 총통

- 중국국민당 당무위원(1984년 2월 29일~1984년 5월 31일)